# CUDA
CUDA (früher auch Compute Unified Device Architecture genannt) ist eine von Nvidia entwickelte Programmierschnittstelle (API), mit der Programmteile durch den Grafikprozessor (GPU) abgearbeitet werden können. In Form der GPU wird zusätzliche Rechenkapazität bereitgestellt, wobei die GPU im Allgemeinen bei hochgradig parallelisierbaren Programmabläufen (hohe Datenparallelität) signifikant schneller arbeitet als die CPU. CUDA wird vor allem bei wissenschaftlichen und technischen Berechnungen eingesetzt.

## Technische Details
Der nur für Grafikberechnungen genutzte Grafikprozessor kommt mittels der CUDA-API auch als Koprozessor zum Einsatz. Anwendungsbeispiele sind die Lösung seismologischer oder geologischer Probleme, die Simulation elektromagnetischer Felder oder auch das Training von Neuronalen Netzen im Bereich des Maschinellen Lernens. Anwendung findet CUDA unter anderem bei dem Projekt SETI@home im Rahmen der Berkeley Open Infrastructure for Network Computing (BOINC). Allgemein lässt es sich nur dort effizient anwenden, wo (neben anderen Bedingungen) Berechnungen stark parallelisiert werden können.
Eingesetzt werden kann die CUDA-Technologie mit einer Grafikkarte ab der „GeForce 8“-Serie und auf den Quadro-Karten ab der Quadro FX 5600. Die Tesla-Karten von Nvidia wurden zum Einsatz für Hochleistungsrechnen optimiert und werden überwiegend mit CUDA angesprochen, unterstützen aber auch offene Standards wie OpenCL. Einigen fehlen sogar die Anschlüsse für Monitore.
Seit dem Zukauf der PhysX-Technologie von Ageia entwickelt Nvidia diese Technologie weiter und hat sie auf CUDA umgeschrieben.
Im März 2015 wurde von Nvidia die CUDA-Version 7.0 veröffentlicht.
Im September 2015 wurde von Nvidia die CUDA-Version 7.5 veröffentlicht.
Seit September 2016 ist die CUDA-Version 8.0 verfügbar, welche die neue Pascal-Serie voll unterstützt.
Seit September 2017 ist die CUDA-Version 9.0 mit Update auf 9.1 ab Dezember sowie Update 9.2 ab März, verfügbar, welche die neue Volta-Serie voll unterstützt. FERMI wird nicht mehr unterstützt.
Seit Herbst 2018 unterstützt CUDA 10 die Turing-Architektur.
CUDA 11 unterstützt voll die aktuelle Ampere-Architektur. Mit minimaler Compute capability 3.5 wird nur noch ein Teil der Kepler-Karten unterstützt.

## Programmieren
Programmierer verwenden zurzeit C for CUDA (C mit Nvidia-Erweiterungen). Es existieren auch Wrapper für die Programmiersprachen Perl, Python, Ruby, Java, Fortran und .NET, sowie Anbindungen an MATLAB, Mathematica und R. Nvidia erstellte CUDA mit dem optimierenden C-Compiler Open64.
Seit der Fermi-Architektur kann auch C++ verwendet werden.
Als CUVID (CUDA Video Decoding API) bezeichnet man eine Programmierschnittstelle für das Decodieren von Videos.

## Alternativen
Beispiele für andere GPGPU-Lösungen:
- OpenCL ist ein von der Khronos Group initiierter offener Standard, der für alle Grafikkarten funktioniert und für die meisten Betriebssysteme verfügbar ist.
- Der ebenfalls von der Khronos Group entwickelte offene Vulkan-Standard unterstützt ebenfalls OpenCL ähnliche Compute-Shader.
- DirectCompute: eine in die DirectX-API integrierte Schnittstelle für GPGPUs von Microsoft
- HIP: Eine Schnittstelle zur Nutzung von GPGPUs von AMD[7][8]

## Software
Eines der ersten Programme, die CUDA unterstützen, ist der Client von folding@home, der die Geschwindigkeit biochemischer Berechnungen vervielfacht. Am 17. Dezember 2008 folgte der Client von SETI@home, der die Suche nach außerirdischem Leben um den Faktor 10 beschleunigt. Nvidia brachte die Software „Badaboom“ heraus, ein Videokonverter, der bis zu 20-mal schneller Videos konvertieren kann, als durch eine Berechnung mit der CPU. Andere Programme, welche CUDA verwenden, sind „TMPGEnc“, Sorenson Squeeze 7, Adobe Photoshop ab CS4 (hierbei wird der Einsatz von Filtern beschleunigt), Adobe Premiere Pro ab CS5.5 und Mathematica 8+ sowie die Nvidia-Software StyleGAN.
Simulationssoftware wie MSC/Nastran 2013+ wird mit CUDA zum Teil sehr stark beschleunigt; bei großen Modellen kann ein zu kleiner GPU-Speicher hinderlich sein. Weitere führende CFD- und FEM-Software wie OpenFoam und ANSYS nutzt CUDA zur Beschleunigung von Berechnungen. Dabei sinkt mitunter der Stromverbrauch der Berechnungen aufgrund der höheren Effizienz der GPU gegenüber der CPU bei diesen speziellen Rechenoperationen.

## Kritik, Nachteile
Frühe Grafikprozessoren (GPUs) vor der Einführung von CUDA waren Prozessoren mit einem anwendungsspezifischen Design, daher kannten GPUs eher exotische Datentypen wie 9 Bit oder 12 Bit mit Festkommastelle, verzichteten hingegen aber häufig auf die für Allzweck-CPUs und FPUs üblichen Registerbreiten von 32, 48, 64 oder 80 Bit (usw.). Somit waren Berechnungen, beispielsweise mit den Genauigkeiten nach IEEE 754 (64 Bit für double precision), häufig nicht im Befehlssatz der GPU vorgesehen und mussten relativ aufwändig per Software emuliert werden. CUDA-fähige GPUs sind häufig auf Berechnungen mit 32-Bit oder 16-Bit Datentypen optimiert und weisen deutlich geringere Leistungen für 64-Bit Datentypen auf. Daher eignen sich GPUs vor allem zur Berechnung von Datentypen, die mit vergleichsweise geringen Bit-Breiten arbeiten.
Stand 2010 fertigten erste Hersteller bereits erweiterte GPUs, die neben den von der GPU benötigten Datentypen auch universelle Datentypen und Operationen z. B. zur direkten Berechnung IEEE 754 konformer Ergebnisse beinhalten. Als einer der aktuell führenden Hersteller stellt Nvidia mit der Fermi-Generation GPUs bereit, die sowohl 32-Bit-Integer, als auch einfach- und doppelt-genaue Gleitkomma-Datenformate nativ bereitstellen (float/double).
Ein anderer Nachteil ist die Anbindung an die Rechnerarchitektur, sie erfolgt bei aktuellen GPUs meist über PCIe und bringt, im Vergleich zur direkten Anbindung von Prozessoren, schlechtere (höhere) Latenzzeiten und geringere I/O-Durchsatzraten mit sich. Daher lohnt die Auslagerung nur bei Funktionen mit einigem Rechenaufwand – besonders dann, wenn eine GPU für diese Aufgaben vom Befehlssatz her (z. B. für große Matrizen) besser geeignet ist.
Weiter wird die feste Bindung an einen Hersteller kritisiert. Nutzt man CUDA, im Unterschied zu Bibliotheken für CPUs mit MMX- oder SSE-Erweiterungen (die praktisch auf allen CPUs der verschiedenen Hersteller von x86-Prozessoren laufen), so bindet man ein Programm an den GPU-Hersteller Nvidia und somit an das Vorhandensein von Nvidia-Hardware. Das inzwischen auf Vulkan/SPIR-V abgestützte OpenCL ist universeller und bietet eine Implementierung für GPUs von Nvidia, AMD (vormals ATI), VIA, S3 und Anderen. Dazu ist eine CPU-Unterstützung für x86-Prozessoren über die SSE3-Erweiterungen implementiert, weiter bietet IBM eine OpenCL-Implementierung für die Power-Architektur und die Cell Broadband Engine an. Aus dem breiteren Ansatz von OpenCL ergibt sich im Vergleich mit CUDA auf identischer Nvidia-Hardware allerdings ein merklicher Performance-Nachteil. Bei der Verwendung von OpenCL sind je nach Problemstellung Einbußen von etwa 5 bis 50 Prozent zu beobachten.

## Unterstützte GPUs
Stufen der unterstützten CUDA Versionen von GPU und Karte.
| CUDA Compute Capability (Version) | CUDA Toolkit Support | Mikro- architektur | GPUs                                           | Geforce/Tegra/Jetson | Quadro | Tesla                                                         |
| --------------------------------- | -------------------- | ------------------ | ---------------------------------------------- | --- | --- | ------------------------------------------------------------- |
| 1.0                               | 1.0-6.5              | Tesla              | G80                                            | GeForce 8800 Ultra, GeForce 8800 GTX, GeForce 8800 GTS(G80), | Quadro FX 5600, Quadro FX 4600, Quadro Plex 2100 S4, | Tesla C870, Tesla D870, Tesla S870                            |
| 1.1                               | 1.1-6.5              | Tesla              | G92, G94, G96, G98, G84, G86                   | GeForce GTS 250, GeForce 9800 GX2, GeForce 9800 GTX, GeForce 9800 GT, GeForce 8800 GTS(G92), GeForce 8800 GT, GeForce 9600 GT, GeForce 9500 GT, GeForce 9400 GT, GeForce 8600 GTS, GeForce 8600 GT, GeForce 8500 GT, GeForce G110M, GeForce 9300M GS, GeForce 9200M GS, GeForce 9100M G, GeForce 8400M GT, GeForce G105M | Quadro FX 4700 X2, Quadro FX 3700, Quadro FX 1800, Quadro FX 1700, Quadro FX 580, Quadro FX 570, Quadro FX 470, Quadro FX 380, Quadro FX 370, Quadro FX 370 Low Profile, Quadro NVS 450, Quadro NVS 420, Quadro NVS 290, Quadro NVS 295, Quadro Plex 2100 D4, Quadro FX 3800M, Quadro FX 3700M, Quadro FX 3600M, Quadro FX 2800M, Quadro FX 2700M, Quadro FX 1700M, Quadro FX 1600M, Quadro FX 770M, Quadro FX 570M, Quadro FX 370M, Quadro FX 360M, Quadro NVS 320M, Quadro NVS 160M, Quadro NVS 150M, Quadro NVS 140M, Quadro NVS 135M, Quadro NVS 130M, Quadro NVS 450, Quadro NVS 420, Quadro NVS 295 | keine                                                         |
| 1.2                               | 2.3-6.5              | Tesla              | GT218, GT216, GT215                            | GeForce GT 340*, GeForce GT 330*, GeForce GT 320*, GeForce 315*, GeForce 310*, GeForce GT 240, GeForce GT 220, GeForce 210, GeForce GTS 360M, GeForce GTS 350M, GeForce GT 335M, GeForce GT 330M, GeForce GT 325M, GeForce GT 240M, GeForce G210M, GeForce 310M, GeForce 305M | Quadro FX 380 Low Profile, NVIDIA NVS 300, Quadro FX 1800M, Quadro FX 880M, Quadro FX 380M, NVIDIA NVS 300, NVS 5100M, NVS 3100M, NVS 2100M, ION | -                                                             |
| 1.3                               | 3.0-6.5              | Tesla              | GT200, GT200b                                  | GeForce GTX 295, GTX 285, GTX 280, GeForce GTX 275, GeForce GTX 260, | Quadro FX 5800, Quadro FX 4800, Quadro FX 4800 for Mac, Quadro FX 3800, Quadro CX, Quadro Plex 2200 D2 | Tesla C1060, Tesla S1070, Tesla M1060                         |
| 2.0                               | 3.0–8.0              | Fermi              | GF100, GF110                                   | GeForce GTX 590, GeForce GTX 580, GeForce GTX 570, GeForce GTX 480, GeForce GTX 470, GeForce GTX 465, GeForce GTX 480M | Quadro 6000, Quadro 5000, Quadro 4000, Quadro 4000 for Mac, Quadro Plex 7000, Quadro 5010M, Quadro 5000M | Tesla C2075, Tesla C2050/C2070, Tesla M2050/M2070/M2075/M2090 |
| 2.1                               | 3.2–8.0              | Fermi              | GF104, GF106 GF108, GF114, GF116, GF117, GF119 | GeForce GTX 560 Ti, GeForce GTX 550 Ti, GeForce GTX 460, GeForce GTS 450, GeForce GTS 450*, GeForce GT 640 (GDDR3), GeForce GT 630, GeForce GT 620, GeForce GT 610, GeForce GT 520, GeForce GT 440, GeForce GT 440*, GeForce GT 430, GeForce GT 430*, GeForce GT 420*, GeForce GTX 675M, GeForce GTX 670M, GeForce GT 635M, GeForce GT 630M, GeForce GT 625M, GeForce GT 720M, GeForce GT 620M, GeForce 710M, GeForce 610M, GeForce GTX 580M, GeForce GTX 570M, GeForce GTX 560M, GeForce GT 555M, GeForce GT 550M, GeForce GT 540M, GeForce GT 525M, GeForce GT 520MX, GeForce GT 520M, GeForce GTX 485M, GeForce GTX 470M, GeForce GTX 460M, GeForce GT 445M, GeForce GT 435M, GeForce GT 420M, GeForce GT 415M, GeForce 710M, GeForce 410M, | Quadro 2000, Quadro 2000D, Quadro 600, Quadro 410, Quadro 4000M, Quadro 3000M, Quadro 2000M, Quadro 1000M, NVS 5400M, NVS 5200M, NVS 4200M | keine                                                         |
| 3.0                               | 4.2–10.2             | Kepler             | GK104, GK106, GK107                            | GeForce GTX 770, GeForce GTX 760, GeForce GT 740, GeForce GTX 690, GeForce GTX 680, GeForce GTX 670, GeForce GTX 660 Ti, GeForce GTX 660, GeForce GTX 650 Ti BOOST, GeForce GTX 650 Ti, GeForce GTX 650, GeForce GTX 880M, GeForce GTX 780M, GeForce GTX 770M, GeForce GTX 765M, GeForce GTX 760M, GeForce GTX 680MX, GeForce GTX 680M, GeForce GTX 675MX, GeForce GTX 670MX, GeForce GTX 660M, GeForce GT 750M, GeForce GT 650M, GeForce GT 745M, GeForce GT 645M, GeForce GT 740M, GeForce GT 730M, GeForce GT 640M, GeForce GT 640M LE, GeForce GT 735M, GeForce GT 730M | Quadro K5000, Quadro K4200, Quadro K4000, Quadro K2000, Quadro K2000D, Quadro K600, Quadro K420, Quadro K500M, Quadro K510M, Quadro K610M, Quadro K1000M, Quadro K2000M, Quadro K1100M, Quadro K2100M, Quadro K3000M, Quadro K3100M, Quadro K4000M, Quadro K5000M, Quadro K4100M, Quadro K5100M | Tesla K10, GRID K340, GRID K520                               |
| 3.2                               | Tegra TK             | Kepler             | GK20A                                          | Jetson TK1 (Tegra K1) | keine | keine                                                         |
| 3.5                               | 5.0–11.3             | Kepler             | GK110, GK208                                   | GeForce GTX TITAN Z, GeForce GTX TITAN Black, GeForce GTX TITAN, GeForce GTX 780 Ti, GeForce GTX 780, GeForce GT 640 (GDDR5), GeForce GT 630 v2, GeForce GT 730, GeForce GT 720, GeForce GT 710, GeForce GT 740M (64-bit, DDR3) | Quadro K6000, Quadro K5200, | Tesla K40, Tesla K20x, Tesla K20,                             |
| 3.7                               | 5.5–11.3             | Kepler             | GK210                                          | keine | keine | Tesla K80                                                     |
| 5.0                               | 6.0–11.3             | Maxwell            | GM107, GM108                                   | GeForce GTX 750 Ti, GeForce GTX 750, GeForce GTX 960M, GeForce GTX 950M, GeForce 940M, GeForce 930M, GeForce GTX 860M, GeForce GTX 850M, GeForce 845M, GeForce 840M, GeForce 830M | Quadro K2200, Quadro K1200, Quadro K620, Quadro M2000M, Quadro M1000M, Quadro M600M, Quadro K620M | keine                                                         |
| 5.2                               | 6.5–11.3             | Maxwell            | GM200, GM204, GM206                            | GeForce GTX TITAN X, GeForce GTX 980 Ti, GeForce GTX 980, GeForce GTX 970, GeForce GTX 960, GeForce GTX 950, GeForce GTX 750 SE, GeForce GTX 980M, GeForce GTX 970M, GeForce GTX 965M | Quadro M6000 24GB, Quadro M6000, Quadro M5000, Quadro M4000, Quadro M2000, Quadro M5500, Quadro M5000M, Quadro M4000M, Quadro M3000M | Tesla M4, Tesla M40, Tesla M6, Tesla M60                      |
| 5.3                               | Tegra TK             | Maxwell            | GM20B                                          | Jetson TX1 (Tegra X1) | keine | keine                                                         |
| 6.0                               | 8.0–11.3             | Pascal             | GP100                                          | - | - | Tesla P100                                                    |
| 6.1                               | 8.0–11.3             | Pascal             | GP102                                          | Titan X, GeForce GTX 1080 Ti | Quadro P6000 | Tesla P40                                                     |
| 6.1                               | 8.0–11.3             | Pascal             | GP104                                          | GeForce GTX 1070, GeForce GTX 1080 | Quadro P5000 | Tesla P4                                                      |
| 6.1                               | 8.0–11.3             | Pascal             | GP106                                          | GeForce GTX 1060 | Quadro P2200 |                                                               |
| 6.1                               | 8.0–11.3             | Pascal             | GP107                                          | GeForce GTX 1050, GeForce GTX 1050 Ti | |                                                               |
| 6.1                               | 8.0–11.3             | Pascal             | GP108                                          | GeForce GT 1030 | |                                                               |
| 7.0                               | 9.0-11.3             | Volta              | GV100                                          | NVIDIA TITAN V | Quadro GV100 | Tesla V100                                                    |
| 7.2                               | 9.0-11.3             | Volta              | GV10B                                          | NVIDIA Jetson AGX Xavier | |                                                               |
| 7.5                               | 10.0-11.3            | Turing             | TU102, TU104, TU106                            | NVIDIA TITAN RTX, GeForce RTX 2080 Ti, RTX 2080 Super, RTX 2080, RTX 2070 Super, RTX 2070, RTX 2060 Super, RTX 2060, GeForce GTX 1660 Ti, GTX 1660 Super, GTX 1660, GTX 1650 Super, GTX 1650 | Quadro RTX 8000, Quadro RTX 6000, Quadro RTX 5000, Quadro RTX 4000, Quadro T2000, Quadro T1000 | Tesla T4                                                      |
| 8.0                               | 11.0-11.7.1          | Ampere             | GA100                                          | - | - | A100                                                          |
| 8.6                               | 11.1-11.7.1          | Ampere             | GA102, GA104, GA106                            | GeForce RTX 3090, RTX 3080, RTX 3070, RTX 3060 Ti, RTX 3060, RTX 3050 Ti | RTX A4000, RTX A5000, RTX A6000, A40 |                                                               |
| 8.9                               | 11.8-12.9            | Ada Lovelace       | AD102, AD103, AD104, AD106, AD107              | GeForce RTX 4090, RTX 4080, RTX 4080 Super, RTX 4070 Ti Super, RTX 4070 Super, RTX 4070 Ti, RTX 4070, RTX 4060 Ti, RTX 4060 | RTX 6000 Ada |                                                               |
| 9.0                               | 11.8-12.8            | Hopper             | GH100                                          | | | H100, H200                                                    |
| 10.0                              | 12.8                 | Blackwell          | GB100, GB202, GB203, GB205, GB206, GB207       | GeForce RTX 5090, RTX 5080 | | B40                                                           |

Die Tesla Mikro-Architektur (Compute Capability 1.x) wird mit der CUDA-SDK Version 6.5 zum letzten Mal unterstützt.

Die Fermi Mikro-Architektur (Compute Capability 2.x) wird mit der CUDA-SDK Version 8.0 zum letzten Mal unterstützt.

Teile der Kepler Mikro-Architektur (Compute Capability 3.0) werden mit der CUDA-SDK Version 10.2 zum letzten Mal unterstützt.